# Niedziela Barabasza
Niedziela Barabasza – polski film telewizyjny z 1971 roku na podstawie opowiadania Leszka Płażewskiego.

## Występują
- Anna Seniuk – żona Barabasza
- Zdzisław Kuźniar – Barabasz
- Jan Mateusz Nowakowski – rezerwowy bramkarz (nie występuje w czołówce)